# Корте-Палазио
Корте-Палазио (итал. Corte Palasio) — коммуна в Италии, располагается в регионе Ломбардия, в провинции Лоди.
Население составляет 1493 человека (2008 г.), плотность населения составляет 100 чел./км². Занимает площадь 15 км². Почтовый индекс — 26834. Телефонный код — 0371.
Покровителем коммуны почитается святой Георгий, празднование в первое воскресение октября.

## Демография
Динамика населения:

## Администрация коммуны
- Официальный сайт: http://www.comune.cortepalasio.lo.it